# Lasius vestitus
Lasius vestitus es una especie de hormiga del género Lasius, tribu, Lasiini, orden Hymenoptera. Fue descrita por Wheeler en 1910.

## Distribución
Se distribuye por Canadá y Estados Unidos.

## Hábitat
Habita en bosques mixtos de coníferas, praderas, madera muerta, tocones y nidos. Se ha encontrado a elevaciones de 50-1500 metros.